# ジュリスト
『ジュリスト』(Jurist) は、株式会社有斐閣が発行する月刊法学雑誌。1952年（昭和27年）創刊。サイズはB5判。誌名「ジュリスト」は「法律家」を意味する。
『判例タイムズ』、『判例時報』誌と並ぶ判例紹介誌のひとつであり、『法律時報』のように論文の掲載も多いことが特徴である。

## 概要
法律実務家と一般市民の双方を対象として、法律解釈、立法動向、裁判実務上の問題などに関する論文を掲載している。
別冊・増刊が数多く出されており、『法律学の争点』シリーズ、『時の判例』シリーズ、『判例百選』シリーズのように、シリーズ化されているものも数多くある。また現在は『ジュリスト』とは別の独立した雑誌である『法学教室』も、最初は1961年（昭和36年）に『別冊ジュリスト』として発行されたものである。
2011年12月15日号までは、月2回発行（ただし、1月・8月は合併号で月1回発行）であったが、2012年1月号から月刊化され、ビジネス・ローを重視した構成にリニューアルされた。またそれに伴い、従来の『ジュリスト』に多数掲載されていた学術性の高い論文などの記事は、2012年春から新たに発行開始した季刊『論究ジュリスト』に掲載されるようになった。